# San Mariano (Corciano)
San Mariano est un village, une frazione de la commune de Corciano, dans les alentours de Pérouse (Ombrie, Italie centrale).

## Géographie
San Mariano se trouve à 315 mètres d'altitude et est situé sur trois collines : celle du château, celle du cimetière et celle proche de la localité La Badia.  Le centre actuellement est bien lie' avec la ville de Perugia par trois lignes d'autobus urbaines (la I, la F et la G5) e une extra-urbaine, en outre se trouve proche de la gare d'Ellera-Corciano su la ligne ferroviaire Terontola-Foligno.

## Principaux monuments
Parmi les principaux monuments il y a un ancien château, une nécropole étrusque, une église d'origine médiévale et un monument dédié aux soldats tombés pendant la Première Guerre mondiale.

## Économie
San Mariano est relié par des lignes régulières d'autobus à la ville de Pérouse.
Dans les dernières années il a eu un développement économique considérable ; des centres commerciaux et cinémas ont été construits.